# Triodopsis tennesseensis
Triodopsis tennesseensis är en snäckart som först beskrevs av Walker och Henry Augustus Pilsbry 1902.  Triodopsis tennesseensis ingår i släktet Triodopsis och familjen Polygyridae. Inga underarter finns listade i Catalogue of Life.